# Antonio García (guerrillero)
Eliécer Herlinto Chamorro Acosta, más conocido por su nombre de guerra Antonio García (Mocoa, Putumayo, Colombia; 10 de enero de 1956), es un guerrillero colombiano, jefe máximo del Ejército de Liberación Nacional (ELN) después de la renuncia de Nicolás Rodríguez Bautista en 2021 Estuvo 5 años en el cargo de militar en el ELN.

## Biografía
Nació en Putumayo, en una familia de campesinos gaitanista. En Mocoa, cursó estudios de primaria y bachillerato. Tras recibir su diploma de bachiller se va a estudiar a la ciudad de Bucaramanga, departamento de Santander, donde estudió Ingeniería Eléctrica en la Universidad Industrial de Santander (UIS). Como estudiante universitario organizó y realizó protestas en favor del ELN junto con Israel Ramírez Pineda y Pedro Cañas Serrano. En su juventud se destacó como líder estudiantil, seguidor de las ciencias puras y el arte. Le gustaba la electrónica y entre sus pasatiempos estaba la poesía y el dibujo.

### Militancia en el ELN
A los 19 años, mientras estudiaba ingeniería en la Universidad Industrial de Santander y por sus lineamientos ideológicos, empezó a buscar contactos con el ELN. Tras dos años de estudios, fue finalmente aceptado dentro del ELN en 1975 y escapó a la clandestinidad.

#### Miembro de Comando Central del ELN
En los inicios de la década de 1980, cuando el ELN empezaba a reunificarse, Antonio García fue elegido para el Comando Central (COCE) del ELN. 
García tuvo la responsabilidad de negociar con la Manessmann los primeros US$2 millones de dólares que recibió el ELN para permitir la construcción del oleoducto Caño Limón-Coveñas. En dicha negociación estuvieron el espía Werner Mauss y su esposa Micaela actuando como emisarios de la multinacional alemana.
Participó en la conformación de la Coordinadora Nacional Guerrillera y la Coordinadora Guerrillera Simón Bolívar.

#### Diálogos de paz con el gobierno de César Gaviria
Participó en los diálogos de Tlaxcala y Caracas en 1991, en representación del COCE del ELN.

#### Diálogos de paz en el gobierno de Ernesto Samper
El 8 de noviembre de 1995, el agente alemán Werner Mauss se reúne con los comandantes guerrilleros del ELN Antonio García y Nicolás Bautista.
En 1996, Antonio García y 18 guerrilleros más del ELN viajaron a Europa con una autorización especial, en un tour en España, Suiza, Francia, Italia, Ciudad del Vaticano Países Bajos y Noruega.

#### Diálogos de paz con el gobierno de Andrés Pastrana
Durante el gobierno del presidente Andrés Pastrana, García reapareció ante la opinión pública luego de las conversaciones con la sociedad civil en Maguncia, Alemania. García se reunió con el entonces comisionado de Paz, Víctor G. Ricardo, en un encuentro en el que no lograron ponerse de acuerdo.
En 2000, cuando los diálogos parecían estar avanzando, García se reunió con el comisionado de paz Camilo Gómez en Ginebra, Suiza. En esa ocasión, las cámaras registraron a García corriendo por los pasillos de un hotel, esquivando a los familiares de los secuestrados del avión Fokker y de la iglesia La María. García responsabilizó al gobierno por el ataque que paramilitares de las Autodefensas Unidas de Colombia (AUC), Carlos Castaño estaban haciendo en el sur del departamento de Bolívar, donde se encontraba el Comando Central del ELN. 

#### Diálogos de paz con el gobierno de Álvaro Uribe
En enero del 2005, es entrevistado por el periodista Yamid Amat donde profundiza en los acercamientos entre el ELN y el gobierno, reintegración de la guerrilla en la vida política del país, la postura del grupo en cuanto al narcotráfico y su posturas por el desarme entre paramilitares y el gobierno. Más tarde en abril, obtuvo otra entrevista donde profundizaba sobre como tratarían de alcanzar un proceso de paz con el gobierno Uribe. En marzo de 2006 es entrevistado, esta vez por miembros del periódico mexicano La Jornada, donde habla explícitamente en su deseo de que la política colombiana tenga un cambio profundo.

#### Diálogos de paz con el gobierno de Juan Manuel Santos
En 2016, Antonio García es designado por el Comando Central (COCE) como facilitador para iniciar conversaciones que lleven a iniciar un proceso de paz con el gobierno de Juan Manuel Santos, para acabar el conflicto de este grupo insurgente con el Estado Colombiano. Este proceso fue suspendido por el gobierno de Iván Duque en enero de 2019 tras el atentado contra la escuela de policía General Santander en Bogotá que dejó 23 muertos.

#### Comandante del ELN
En el año 2021 tras la renuncia de Nicolás Rodríguez Bautista por problemas de salud asume el liderazgo de la organización.

## Condenas
Eliecer Herlinto Chamorro Acosta Antonio García como miembro del Comando Central (COCE) del ELN, se encuentra vinculado a procesos, órdenes de captura y condenas por: reclutamiento ilícito, secuestro simple, homicidio, lesiones, terrorismo, rebelión, secuestro extorsivo, apoderamiento y desvió de aeronaves e inhabilidad para el ejercicio de derechos y funciones públicas.
Como miembro del Comando Central (COCE) del ELN, Antonio García ha sido condenado en numerosas ocasiones por la justicia colombiana por hechos como:
- Orden de captura por el asesinato de José Eustorgio Colmenares Baptista, fundador y exdirector del diario La Opinión, ocurrido el 12 de marzo de 1993.[18][19]
- La masacre de Machuca, el 18 de octubre de 1998 en la que murieron 84 personas cuando miembros del ELN dinamitaron el oleoducto Caño Limón-Coveñas. El fuego provocado por la explosión quemó 46 casas. [20][21]
- El secuestro del Vuelo 9463 de Avianca el 12 de abril de 1999 con 46 personas.[22]
- El secuestro en la Iglesia La María en Cali el 30 de mayo de 1999 de 194 personas.[23]
- Orden de captura por el secuestro de cinco periodistas y un conductor[24] en hechos ocurridos el 21 de mayo de 2016 en el municipio de El Tarra (Norte de Santander).[25]
- La masacre de 13 personas en Magüí Payán (Nariño), el 27 de noviembre de 2017, entre las víctimas se encontraba una mujer embarazada de 22 años y un líder del consejo comunitario.[23][26]
- Orden de captura por el secuestro y posterior homicidio de Aulio Isarama Forastero, gobernador del resguardo Catru Dubaza de la comunidad Emberá Dobita, el 24 de octubre de 2017, en Alto Baudó (Chocó).[27]
- Orden de captura por el secuestro de la suboficial Nubia Alejandra López Correa, reportada desaparecida por sus familiares, el 7 de junio de 2020 en Saravena (Arauca).[28]La suboficial fue liberada por el ELN doce días después de su captura.[29]
- Orden de captura por homicidio en persona protegida, desplazamiento forzado y rebelión agravada en la región del Catatumbo (Norte de Santander).[30][31]
- Orden de captura por la masacre de 6 personas, entre ellas dos presuntos disidentes de las FARC-EP[32] en Argelia (Cauca).[33]
- Orden de captura por el reclutamiento de 97 menores de edad (31 niñas y 66 niños),[34] los casos detectados por la Fiscalía General de la Nación se concentran en 12 departamentos (Chocó, Arauca, Bolívar, Nariño, Cauca, Antioquia, Norte de Santander, Casanare, Santander, Boyacá, La Guajira y Córdoba).[35]
- Orden de captura por los atentados terroristas contra la infraestructura petrolera en el oleoducto Caño Limón-Coveñas y sus efectos contra el medio ambiente ocurridos entre 2011 y 2016.[36]
- Condena de 385 meses, por el secuestro y asesinato de los investigadores del Cuerpo Técnico de Investigación (CTI)[37] Jhon Alejandro Morales Patiño y Edilberto Roa López, el 2 de septiembre de 1998.[38]
- 31 órdenes de captura por asesinatos en Arauca y zona de frontera con Venezuela[39][40][41]
- La Policía Internacional (Interpol) expidió circular roja en contra de Eliecer Herlinto Chamorro Acosta, cabecilla negociador del ELN, por el atentado terrorista contra la Escuela de Cadetes de la Policía General Santander.[42][43]